# Georges Girault
Pour les articles homonymes, voir Saint Séverin, Saint-Séverin et Girault.
Georges Girault, prêtre martyrisé en 1792, est un bienheureux catholique.

## Repères biographiques
Né en 1728 dans une famille profondément chrétienne, il fut membre du Tiers-Ordre franciscain sous le nom en religion de Séverin, puis choisit plus tard la vocation de prêtre séculier. Il devint alors curé de la paroisse Sainte-Élisabeth à Paris.
Lors de la Révolution française, Séverin fut martyrisé en 1792 sous les pics, pour ne pas avoir renié sa foi chrétienne et son sacerdoce. 
Aujourd'hui, la paroisse Sainte-Élisabeth est fière de son « saint curé », car il est béatifié par l'Église catholique.
Il est fêté le 2 septembre.